# Yves Séméria
Yves Séméria, né le 24 août 1936 à Nice et mort le 1er avril 2020 à Nice, est écrivain et professeur de philosophie à l’Université de Nice Sophia-Antipolis. Il est considéré[Par qui ?] comme un des spécialistes de Nietzsche en France.
Il est docteur en biologie animale.

## Œuvres
Le philosophe et l'insecte, Nicolas Malebranche (1638-1715) ou : l'entomologiste de Dieu
- Supplément au Bulletin mensuel de la Société linnéenne de Lyon, 54e année, no 1, 1985.

Le gros mot
- Broché: 223 pages
- Éditeur : Quintette (15 mars 2001)
- Collection : Philosophie vagabonde
- Langue : Français
- (ISBN 2868500862)
- (ISBN 978-2868500861)

Les saisons niçoises de Nietzsche - Les paysages de l’esprit 1883- 1888
- 2001

Promenades primesautières à travers la philosophie : Ou comment philosopher sur la pointe des pieds
- Broché: 200 pages
- Éditeur : Arléa (2 janvier 2004)
- Collection : Essai Philo
- Langue : Français
- (ISBN 2869596464)
- (ISBN 978-2869596467)

Hitler : Une chimère de philosophe
- Éditeur : Globalia Diffusion (28 octobre 2008)
- Collection : Au-delà des apparences !
- Langue : Français
- (ISBN 2915741352)
- (ISBN 978-2915741353)